# 马三立
马三立（1914年10月1日—2003年2月11日），原名马桂福，中国相声第五代演员，著名相声表演艺术大师，被誉为“相声泰斗”。回族，出生于北京，祖籍甘肃永昌，從小生活在天津，直至去世。在父兄的熏陶下，打下“说”、“学”、“逗”、“唱”的深厚功底。初中毕业后，因家境不好，辍学说相声。

## 生平
1930年，马三立开始登台演出，拜周德山为师。马三立学艺进步很快，视野也日渐开阔。经过长期的艺术实践，形成了内紧外松、有条不紊、表演细腻、含蓄隽永的风格。马三立艺术功底扎实，有口皆碑，擅演“贯口”和文哏段子，如《开粥厂》、《夸住宅》、《地理图》、《吃元宵》、《文章会》等。中华人民共和国成立前，马三立先后与耿宝林、刘奎珍、侯一尘、张庆森搭档。
中华人民共和国成立后，积极编演新相声。1952年，马三立主动申请参加赴朝慰问团。回国后加入天津广播曲艺团，致力于相声的整旧创新，后来转到天津市曲艺团。1957年，马三立被错划定为“右派分子”遭到迫害。1961年春，马三立回到天津市曲艺团工作，与赵佩茹搭档在天乐戏院演出，首场演出的是《黄鹤楼》。1992年，中国曲艺家协会、天津市曲艺家协会、甘肃省曲艺家协会在天津联合举办马三立从艺65周年庆祝活动。2001年12月8日，马三立大师在天津举行告别演出，正式隐退，结束了八十年的从艺生涯。
2003年2月11日6时45分，在天津市逝世，享寿88岁。

## 家庭
出生于曲艺世家：自幼读书，曾就读于天津汇文中学，祖父马诚方，是著名的评书艺人；父亲马德禄，是“相声八德”之一，又是相声前辈恩绪的宠徒和门婿；母亲恩萃卿，曾学唱京韵大鼓；兄马桂元。其子马志明也是著名相声演员。

## 主要作品
- 《说瞎话》
- 《老头醉酒》
- 《追》
- 《汽车喇叭声》
- 《查卫生》
- 《相声的魅力》
- 《秘方》
- 《吃饺子》
- 《马虎人》
- 《八十一层楼》
- 《写对子》
- 《开会迷》
- 《相面》
- 《情绪与健康》
- 《西江月》
- 《黄鹤楼》
- 《夸住宅》
- 《偏方》
- 《逗你玩儿》
- 《对对子》
- 《三字经》
- 《拉洋片》
- 《算卦》
- 《找糖》
- 《美容院》
- 《开会》
- 《钓鱼》
- 《起名的艺术》
- 《卖黄土》
- 《让座》
- 《苏三不要哭》
- 《十点钟开始》
- 《似曾相识的人》
- 《法语的误会》
- 《大上寿》
- 《迎春曲》
- 《买猴》
- 《讲卫生》
- 《家传秘方》
- 《练气功》
- 《白事会》
- 《吃元宵》
- 《扒马褂》
- 《卖挂票》
- 《开粥厂》
- 《天王庙》
- 《打油詩》